# La Fuente de San Esteban
La Fuente de San Esteban è un comune spagnolo di 1 547 abitanti situato nella comunità autonoma di Castiglia e León.